# Primula atrodentata
Primula atrodentata är en viveväxtart som beskrevs av William Wright Smith. Primula atrodentata ingår i släktet vivor, och familjen viveväxter. Inga underarter finns listade i Catalogue of Life.